# Pygopleurus koniae
Pygopleurus koniae är en skalbaggsart som beskrevs av Rudolph Petrovitz 1957. Pygopleurus koniae ingår i släktet Pygopleurus och familjen Glaphyridae. Utöver nominatformen finns också underarten P. k. vulpoides.